# Kawasaki Ki-88
O Kawasaki Ki-88 foi um projecto japonês para a concepção de um avião de combate durante a Segunda Guerra Mundial, projectado para o uso pelo Serviço Aéreo do Exército Imperial Japonês. O seu desempenho antecipado não atingiu os requisitos mínimos para a sua entrada em produção, sendo que apenas uma maquete foi construída.

## Design e desenvolvimento
Diante dos vários atrasos e problemas no desenvolvimento do avião de caça Kawasaki Ki-64, o Exército Imperial Japonês abriu em 1942 um pedido para caças alternativos, que poderiam alcançar unidades de combate mais rapidamente. A Kawasaki propôs o Ki-88, um design inspirado no avião Bell P-39 Airacobra, então em serviço nas unidades da Força Aérea do Exército dos Estados Unidos.
A Kawasaki começou o trabalho de projecto no Ki-88 em Agosto de 1942. O Ki-88 deveria ser alimentado por um motor a pistão Kawasaki Ha-140, montado atrás do seu cockpit, dirigindo as hélices à frente da aeronave através de um eixo de transmissão. Seria equipado com um armamento composto por um canhão de 37 mm no seu eixo de hélice e dois canhões de 20 mm na parte inferior do nariz da aeronave.
Quando os planos do projecto tinham progredido o suficiente para permitir que a Kawasaki construísse uma maquete à escala real do Ki-88, ficou bastante óbvia a sua semelhança com o P-39. Após a inspecção da maquete, os japoneses calcularam uma velocidade máxima para a aeronave de 600 quilómetros por hora a uma altitude de 6000 metros. Esta velocidade era apenas um pouco mais rápida do que o caça Kawasaki Ki-61 Hien, que já estava em produção. Como consequência, nem um ano tinha passado desde o início dos trabalhos no projecto e a Kawasaki interrompeu o trabalho no Ki-88. Calcula-se também, segundo a maquete, que a aeronave teria um peso máximo de descolagem de 3900 quilogramas, uma envergadura de 12,40 metros e um comprimento de 10,2 metros.